# Who Will Take My Dreams Away
Who Will Take My Dreams Away est une chanson écrite et interprétée par Marianne Faithfull sur une musique d'Angelo Badalamenti pour le film de Marc Caro et Jean-Pierre Jeunet La Cité des enfants perdus en 1995.

## Histoire
Marianne Faithfull travaille en 1995 avec le compositeur de musique de films Angelo Badalamenti pour son album A Secret Life.
Le titre est assez long car il est précédé et suivi de deux thèmes musicaux du film.

## Emploi au cinéma
La chanson a été reprise au cinéma pour le film La Fille sur le pont (1999) de Patrice Leconte.

## Reprise en concert
Marianne Faithfull a interprété cette chanson en concert, et sa captation à Budapest en 2014 a été commercialisée en DVD dans un best of de ses concerts, No Exit, en 2016.